# Zubří
Zubří è una città ceca situata nel distretto di Vsetín, nella regione di Zlín.